# Rosenvænget Sogn
Rosenvænget Sogn er et sogn i Holmens og Østerbro Provsti (Københavns Stift). Sognet ligger i Københavns Kommune; indtil Kommunalreformen i 1970 lå det i Sokkelund Herred (Københavns Amt). I Rosenvænget Sogn ligger Luther Kirken, Frihavnskirken.
I Rosenvænget Sogn findes flg. autoriserede stednavne: